# ハラボテ・マッスル
- キン肉マン > キン肉マンの登場人物 > ハラボテ・マッスル
- キン肉マンII世 > キン肉マンII世の登場人物 > ハラボテ・マッスル

ハラボテ・マッスルは、ゆでたまごの漫画『キン肉マン』およびその続編『キン肉マンII世』に登場する架空の人物。作中では委員長（いいんちょう）と呼ばれる。

## 概要
全宇宙の超人の頂点に立つ宇宙超人委員会の委員長を務める。キン肉真弓のライバル兼親友で、真弓のことを「真弓ちゃん（君）」と呼ぶ。真弓からは幼少時に「ボテちん」と呼ばれていた。キン肉星の隣・ハラボテ星の出身で、名前の通りの下腹が出た体型をしている。アニメ『キン肉マン』と『マッスル・リターンズ』では、額に「委」の字が書かれている。かつては超人レスラーであり、真弓の超人オリンピックV3を阻むなど、実力者でもあった。
主に超人オリンピックや宇宙超人タッグ・トーナメントなどの超人格闘技の公式大会にて、運営委員を務める。ダメ超人のキン肉マンが超人オリンピックに参加することを快く思っておらず、たびたび彼に不利な試合形態を組んで妨害した。また、人気超人には豪華な会場などの待遇を用意する一方で、人気のない超人には不遇な待遇を受けさせたり、観客を盛り上げるために一方的に相手のルールを承認させるなど、手腕には偏りが多い。
ずる賢い部分もあるが、根っからの悪人ではなく、悪行超人との対戦時には正義超人の信念を持って活動し、試合の運営と勝敗の判定は公平を貫く。キン肉マンやその息子のキン肉万太郎に対しても表面的にはバカ騒ぎをする彼らに呆れたり、小馬鹿にした態度を取りつつも、本当はその実力を認めている。
自身は超人レスラーとして大きな戦績は残せなかったが、人の資質を見る目だけは確かだと自負している。
『キン肉マンII世』においては息子のイケメン・マッスルに委員長の座を譲り、イケメンとともにオリンピック利権を牛耳った。
アニメでは口調が九州弁、キン肉星王位争奪編では関西弁のような口調になっており、激怒する真弓に対し「何もそんなに青筋たてんでもええやねん」が口癖になっていた。キン肉マンや真弓に真似されて、泣き出したこともある。
なお、本名のハラボテ・マッスルが『週刊少年ジャンプ』連載時の『キン肉マン』作中で登場したのはわずか2回であり、『キン肉マン 77の謎』にて謎として取り上げられている。オメガ・ケンタウリの六鎗客編では何度か名前が登場している。

## 『キン肉マン』におけるハラボテ・マッスル

### 超人レスラー時代
37歳の頃、超人レスラーとして活躍していたハラボテは超人オリンピック11回大会に出場、決勝戦にてV2チャンピオンのキン肉真弓を破り、史上初の超人オリンピック3連覇を阻止した。

### 委員長時代
初登場は第20回超人オリンピック編「日本代表になりた〜〜いの巻」。日本代表のウルドラマンが辞退し、日本抜きで第20回超人オリンピックを開催しようとしていた。そのことに憤慨したキン肉真弓が現れるが、それでも却下する。その後、ロビンマスクとのスパーリングにてボー・アンド・アローに長時間耐えたキン肉マンの意地を認め、日本代表として出場を許可する。その後、大会の運営委員として登場するが、何かと騒ぎを起こすキン肉マンと真弓に手を焼いていた。決勝直前ではスペシャルイベントとして真弓と往年のエキシビションマッチを繰り広げるが、その古い試合内容は観客から非難轟々だった。決勝戦はキン肉マンがロビンマスクを制し幕を閉じたが、後にキン肉マンがタイトルを剥奪されたため「超人オリンピック ザ・ビッグファイト」を開催する。準決勝におけるウルフマンとの闘いでは、キン肉マンが負けることを目論んでいた。
7人の悪魔超人編では、悪魔超人たちを宇宙警察を動員し出場停止にした旨を真弓に伝える。7人の悪魔超人登場以後は、部下にバッファローマンの情報を集めさせ、終盤その事実を伝えに駆けつける。
黄金のマスク編では他の正義超人と同じく、悪魔六騎士にパワーを奪われ銀のマスクのよこした生命維持装置の中に入る。キン肉マンと悪魔将軍の戦いでは、ダイヤモンドリング下にワープさせられるが、キン肉マンへの衝撃を抑えるためにカナディアンマン、スペシャルマンらと共に最後までリングを支えた。アニメ版では原作におけるビビンバの代わりにプラネットマンに取り込まれ、プラネットマンのパワーを吸収し維持装置無しでも生きられるようになった。悪魔将軍との戦いではリング下にワープさせられず、自ら正義超人たちのもとへ走りリングを支えた。この際に心配するキン肉真弓と友情を深めている。またテリーマンらもハラボテの手伝いに行こうとしたが悪魔将軍から「すでにリング下にいる委員長は仕方ないが、他の者が手助けすれば生命維持装置にいる超人たちが死ぬことになる」と脅され、手が出せなかった。
夢の超人タッグ編では宇宙超人タッグ・トーナメントを開催する。観客の反響と正義超人の了承を得て、はぐれ悪魔超人コンビ（アシュラマン、サンシャイン）・乱入コンビ（ケンダマン、スクリュー・キッド）の飛び入りを認める。準決勝以降は綱引きで組み合わせを変えさせ、デスマッチ形式の試合を行うなど様々な試合方法を持ちかけた。
キン肉星王位争奪編では、キン肉星王位争奪サバイバル・マッチの決勝でキン肉マンチームの闘いで倒れたジ・オメガマンの死体を片付け忘れたことでキン肉マンの試合を妨害する結果となり、キン肉マンを大盛の牛丼でなだめようとしていた。しかしそれを払いのけられ、ミスのない審判をするように注意される。
完璧超人始祖編では、襲来してきた完璧・無量大数軍と正義＆悪魔超人連合軍との対戦を公正に取り仕切る。キン肉マンとネメシスとの甲子園球場での対戦では、部下のノックに指示して一晩で対戦を実現させた。このキン肉族の存亡をかけた一戦のために大舞台を用意した理由について、「憎まれ口は叩いても結果的にやつらには世話になっているから」と語っており、この試合の中で幼少期に真弓と共にキン肉星で幽閉されていた真弓の叔父・キン肉サダハル（後のネメシス）と偶然出会い、優しい言葉でキン肉族の未来を託されていたことが判明する。そして、キン肉マンとネメシスの試合を涙ながらに見守った。
オメガ・ケンタウリの六鎗客編では、サイコマンの研究所が隠されているサグラダ・ファミリアを部下たちとハロルドマンや鯖 KAIDOUを含む若手正義超人たちに警備させていたが、オメガ・ケンタウリの六鎗客が襲来してきたことでその場にいたウルフマンと駆け付けたティーパックマンたち正義超人軍とオメガ・ケンタウリの六鎗客との対戦を取り仕切り、続いての運命の四王子とキン肉マンVSオメガ・ケンタウリの六鎗客との五大城決戦も、引き続き取り仕切る。
オメガ・ケンタウリの六鎗客編の後の新シリーズでは、地上と天界を繋ぐ道であるバベルの塔でのカピラリアの欠片を持つ8名の超人「リアル・ディールズ（真の男たち）」と超神軍との試合を、バベルの塔の前で取り仕切る。
連載40周年記念特別読切「さよなら、キン肉マン!!の巻」では、キン肉マンの引退を止めようとするロビンマスクの姿を見て、自分は真弓の引退を止めることはできなかったが、本当はロビンのように止めたかったと吐露している。
アニメでは自らレフェリーを務めることが多く、原作同様中立として公平な審判をしていた。しかし、話が進むに連れてキン肉マン寄りの見方をするようになり、立場も忘れて応援したり女装したりとコメディリリーフの役割も担うようになった。スケベな一面を見せており、キン肉王妃に色目を使ったりデレデレしたりしてキン肉真弓に怒鳴られたこともある。

### 主要対戦成績
- ○キン肉真弓（アトミック・ドロップ）
- △キン肉真弓（時間切れ引き分け）
- △キン肉真弓（ウォーズマンの乱入より中断）[注 2]

## 『キン肉マンII世』でのハラボテ・マッスル
『キン肉マンII世』における初登場は「いざ、ヘラクレス・ファクトリーへ!」。すでに老年であり、髭を付け、眼鏡をかけるようになった。キン肉族がキン肉スグルの下で発展するかげで、没落した宇宙超人委員会を支えている。
キン肉一族を目の敵にしており、キン肉家に不利な試合方法を取ることが多く、息子であるイケメン・マッスルからも「腹黒い」、『究極の超人タッグ編』ではその悪辣な手腕を「見ていて腹が立ってくる」とまで評される。
若い頃は長髪だったことが判明している。
『究極の超人タッグ編』では真弓と共に、未来の自分の娘ジャクリーン・マッスルにセクハラ行為をし、娘から「どうしようも無いスケベ」、キン肉マンとテリーマンの両名からは「銭ゲバ」「金にがめつい」と言われている。その一方ではマスカラ・コントラ・マスカラ（覆面剥ぎデスマッチ）に負け、自身の意思で素顔を晒して自殺を図ろうとするキン肉マンを「自己満足に過ぎない」として止めたり、新世代正義超人らの勝利を願い、ゴングを鳴らすことを戸惑うなどの正義超人としての一面も見せている。

## 得意技
殺人キー・ロック
仰向けになって倒れた相手の腕を、自身の足と手で極める技。
胴締め
倒れた相手を両脚で締め付ける寝技。

## プロフィール
- 種別 - 正義超人
- 出身 - ハラボテ星[8] / キン肉星[9]
- 身長体重 - 165cm 123kg[10] / 165cm 122kg[11]
- 超人強度 - 45万パワー[8]
- 年齢 - 『キン肉マンII世』超人オリンピック ザ・レザレクション時104歳[12]
- 好物 - 酢イカ、牛乳[8]
- 家族 - 息子 イケメン・マッスル、娘 ジャクリーン・マッスル、アニメ『キン肉マン』では孫がいると設定されていた。

### 異名
- 石頭委員長[13]

### 主な肩書き
- 宇宙超人協会委員長
- 超人委員会委員長
- 超人格闘評議会議長
- 超人オリンピック委員会委員長

### 個人タイトル歴
- 第11回超人オリンピック優勝[5]

## 声優
北川米彦
- テレビアニメ『キン肉マン』

石森達幸
- テレビアニメ『キン肉マン キン肉星王位争奪編』

佐藤正治
- テレビアニメ『キン肉マンII世』
- ゲーム『キン肉マン ジェネレーションズ』
- ゲーム『キン肉マン マッスルグランプリMAX』

乃村健次
- ゲーム『キン肉マンII世 ULTIMATE MUSCLE』

古川登志夫
- テレビアニメ『キン肉マン 完璧超人始祖編』

## コンピュータゲーム
『キン肉マン ジェネレーションズ』『キン肉マン マッスルジェネレーションズ』では、タッグチームを組むキャラクターによっては特定のチーム名が付けられる。額に「委」の字があるアニメデザインで登場する。
- 昔とったきねづかコンビ - キン肉真弓
- 縁の下の力持ちコンビ - カナディアンマン、スペシャルマン